# Curtiss Model E
El Curtiss Model E fue uno de los primeros aviones desarrollados por Glenn Curtiss en los Estados Unidos, en 1911.

## Diseño y desarrollo
Esencialmente una versión refinada y agrandada del postrero "headless" Model D, las variantes del Model E dieron pasos importantes en la exploración del desarrollo de los hidroaviones e hidrocanoas en Estados Unidos. Como su predecesor, el Model E era un biplano de estructura abierta con alas de dos vanos sin decalaje de misma envergadura. En configuración terrestre, estaba equipado con un tren de aterrizaje triciclo, y como hidroavión, con un gran flotador central y equilibradores bajo las alas. La mayoría de los ejemplares del Model E siguieron el patrón de los "headless" Model D, llevando los elevadores y el estabilizador horizontal juntos en la cola de configuración cruciforme. Los grandes alerones estaban montados en el hueco interplanar, sobresaliendo su envergadura de las alas mismas, y de nuevo eran controlados por un soporte de hombros que se adaptaba a los movimientos "de inclinación" lateral realizados por el piloto para operarlos. El Model E fue diseñado y construido como biplaza, aunque, en la práctica, algunas de las versiones menos potentes fueron convertidas en monoplazas.

### Versión hidroavión
Los negros flotadores de las puntas alares del A-1 se inclinaban diagonalmente hacia el agua para reducir la fricción y servían para equilibrar el avión en el agua. En la parte inferior de cada flotador existía un pequeño hidroplano de madera que medía 7,62 cm de ancho y 0,64 cm de espesor para ayudar aún más en el equilibrado y reducir la fricción. El elevador frontal del A-1 estaba a los pies del aviador.
El A-1 Triad podía rozar el agua a 80,47 km/h y tenía un alcance de 241,4 km. Glenn Curtiss demostró una capacidad de deslizarse por la superficie en mares de 60,96 cm (2 pies) de altura. El Capitán Washington Irving Chambers expresó confianza en poder aterrizar en "mares moderados", pero declaró que no lo intentaría y además que se podían adaptar los movimientos del Triad para ajustarse a los mismos.
El peso y resistencia aumentados del sistema "anfibio" le costaban al Triad 9,26 km/h (5 nudos) de velocidad, por lo que se requirió el más potente motor V8 de 75 hp para mantener la velocidad en la configuración terrestre. La altitud no se vio afectada.

## Historia operacional
El Model E alcanzó la fama gracias a los ejemplares comprados por la Armada de los Estados Unidos. Un hidroavión Model E-8-75 de 4400 dólares estadounidenses se convirtió en el primer avión de la Armada cuando fue ordenado el 8 de mayo de 1911, y recibió la designación A-1, así como el apodo hidroavión "Triad" (tríada) porque podía operar desde tierra y mar, y en el aire. Theodore Ellyson se convirtió en el primer piloto de la Armada, cuando despegó del lago Keuka, ceca de Hammondsport, Nueva York, el 30 de junio. En total, la Armada iba a comprar 14 Model E, designando los primeros ejemplares del A-1 al A-4, luego redesignándolos junto con nuevas adquisiciones en el bloque de números de serie AH-1 a AH-18. Estas aeronaves consiguieron una serie de primeras veces para la Armada, incluyendo el primer vuelo transcontinental en un hidroavión, un récord mundial de altitud para hidroaviones de 274 m (900 pies), un muy posterior récord nacional de altitud para hidroaviones de 1890 m (6200 pies), y, significativamente para las posteriores operaciones navales, el primer lanzamiento por catapulta de un hidroavión.
El avión designado originalmente como A-2 tuvo una carrera especialmente interesante. Comprado por la Armada en configuración terrestre el 13 de julio de 1911, en agosto fue equipado con dos largos flotadores metálicos con forma de puro por debajo de la estructura inferior, a alrededor de 1,22 m de cada aviador. El A-2 fue convertido en hidroavión el junio siguiente. En esta configuración, estableció un récord de vuelo sostenido para hidroaviones de 6 h y 10 min, el 6 de octubre de 1912. Más tarde el mismo mes, fue extensamente reconstruido siguiendo las líneas del casco del Curtiss Tadpole, y así convirtiéndose en el primer hidrocanoa de la Armada. Todavía más tarde, se le añadieron ruedas retráctiles para crear un anfibio que llegó a ser conocido como OWL (de "Over Water and Land" (sobre agua y tierra)). Esta máquina fue redesignada E-1 y luego AX-1 por la Armada, y resultó finalmente destruida el 27 de noviembre de 1915.
Además de su servicio naval, el modelo fue operado por la División Aeronáutica del Cuerpo de Transmisiones del Ejército de los Estados Unidos, que compró dos ejemplares del Model E-4 (Cuerpo de Transmisiones números S.C. 6 y S.C. 8), construyó un tercero enteramente a partir de piezas de repuesto (S.C. 23), y más tarde adquirió uno de los hidroaviones de la Armada (el AH-8). Los pobres registros de seguridad y fiabilidad de los aviones propulsores llevaron a que todos los ejemplares fueran inmovilizados en tierra en 24 de febrero de 1914, aunque el AH-8 fue volado brevemente en 1928, después de un remozado.
Un Model E-8-75 original está preservado en el EAA AirVenture Museum y llegó a volar tan recientemente como en 1984. Se comenzó una réplica del A-1 en 1956, construida por empleados de Convair, Ryan y Rohr, para el Museo aeroespacial de San Diego. Voló varias veces en 1984 antes de ser retirado en exhibición estática. Otra réplica fue construida por el Glenn H. Curtiss Museum y volada en 2004, siendo notable el uso del sistema de control de vuelo original de Curtiss.

## Variantes
Model E-4
Versión con un motor de cuatro cilindros de 30 kW (40 hp).
Model E-8
Versión con un motor V-8 de 45 kW (60 hp).
Model E-8-75
Versión con un motor V-8 de 56 kW (75 hp)

## Operadores
Estados Unidos
- Armada de los Estados Unidos
- Ejército de los Estados Unidos
  - División Aeronáutica del Cuerpo de Transmisiones del Ejército de los Estados Unidos

## Especificaciones (A-1)
Referencia datos: Aerofiles : Curtiss

### Características generales
- Tripulación: Uno (piloto)
- Capacidad: Un pasajero
- Longitud: 8,74 m
- Envergadura: 11,28 m
- Peso cargado: 714 kg
- Planta motriz: 1× motor lineal V-8 refrigerado por agua Curtiss O.
  - Potencia: 56 kW (75 hp)
- Hélices: Bipala propulsora

### Rendimiento
- Velocidad máxima operativa (Vno): 68 km/h
- Velocidad crucero (Vc): 64 km/h
- Alcance: 180 km

### Desarrollos relacionados
- Curtiss Model F

### Secuencias de designación
- Secuencia Alfabética (interna de Curtiss): C - D - E - F - FL - GS →

### Listas relacionadas
- Anexo:Aeronaves militares de los Estados Unidos (1909-1919)